# Angie Thomas
Angie Thomas (Jackson, 20 settembre 1988) è una scrittrice statunitense.

## Biografia
Nata e cresciuta a Jackson, durante l'adolescenza Angie Thomas è stata a contatto con numerose esperienze riguardanti la brutalità poliziesca, tra cui il caso di Medgar Evers. Per un breve periodo ha praticato rap, per poi laurearsi con un BFA in scrittura creativa all'Università di Belhaven.
Il suo primo libro The Hate U Give. Il coraggio della verità ha debuttato direttamente al primo posto della lista dei best seller per il pubblico giovane adulto stilata dal New York Times. Grazie ad esso ha ricevuto numerosi riconoscimenti quali il William C. Morris Award,  Michael L. Printz Award, Coretta Scott King Award,  Waterstones Children's Book Prize e il Deutscher Jugendliteraturpreis per la sua versione tedesca, tradotta da Henriette Zeltner. Nel 2018 il romanzo è stato adattato in un film omonimo diretto da George Tillman Jr. e con protagonista Amandla Stenberg. A febbraio 2019 è uscito il secondo libro di Thomas, On the Come Up, anch'esso best seller e da cui sarà tratto un adattamento cinematografico a cura di Kay Oyegun, produttore di This Is Us. A inizio 2021 sarà distribuito il terzo romanzo della scrittrice, prequel di The Hate U Give.

## Opere
- The Hate U Give. Il coraggio della verità, Giunti Editore, ISBN 9788809836402. (2017)
- On the Come Up, Rizzoli, ISBN 9781406372168. (2019)
- Concrete Rose. Quando una rosa fiorisce nel cemento, Rizzoli, ISBN 9788817155373 (2021)
- Blackout. Angie Thomas, Dhonielle Clayton, Tiffany D. Jackson, Nic Stone, Ashley Woodfolk, e Nicola Yoon (2021)
- Nic Blake and the Remarkables (2023)

## Filmografia

### Soggetto
- Il coraggio della verità - The Hate U Give, regia di George Tillman Jr. (2018)